# Giacomo Meyerbeer

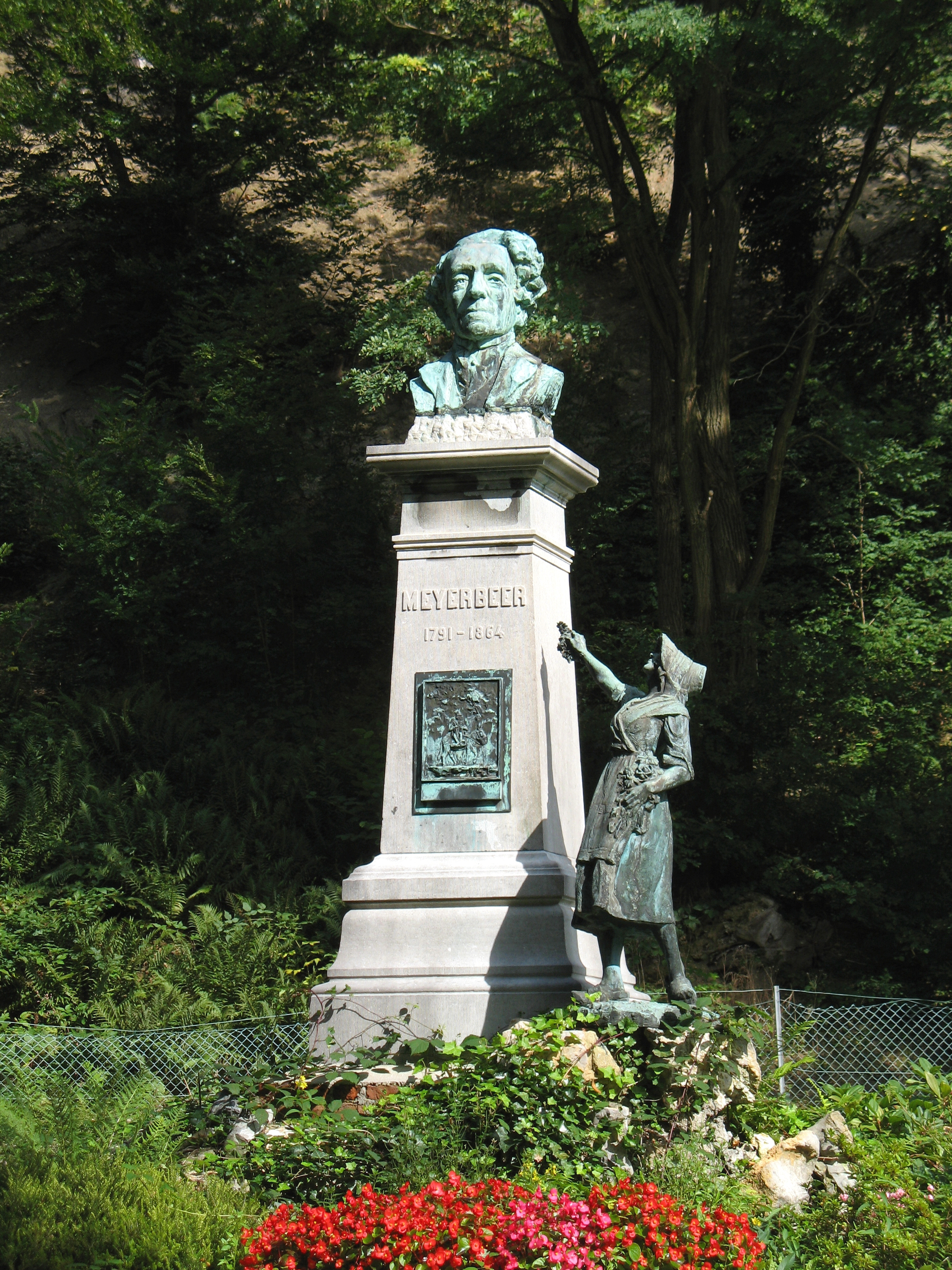
Monument voor Giacomo Meyerbeer in Spa. Meyerbeer verbleef meermaals in dit mondaine Belgische kuuroord.

Giacomo Meyerbeer, geboren als Jakob Liebmann Meyer Beer (Tasdorf (thans gemeente Rüdesdorf) bij Berlijn, 5 september 1791 - Parijs, 2 mei 1864) was een Duits componist en dirigent. Hij was een van de succesvolste operacomponisten uit de 19e eeuw en de voornaamste vertegenwoordiger van de grand opéra.

## Levensloop
Meyerbeer groeide op in Berlijn als zoon van de Joodse bankier Juda Herz Beer en Amalie Beer (geboren Malka Lipmann Meyer Wulff). Zijn broers waren de zakenman en amateurastronoom Wilhelm Beer en de schrijver Michael Beer. Jakob werd reeds jong als pianist opgeleid door Franz Seraphinus Lauska en Muzio Clementi. Hij begon als muzikant op te treden op zijn negende.
Latere compositiestudies werden geleid door kapelmeester B. A. Weber, vervolgens door Carl Friedrich Zelter en vanaf 1810 door abbé Vogler in Darmstadt, waar hij Carl Maria von Weber als schoolgenoot kreeg. Oorspronkelijk schreef hij verschillende religieuze composities en cantates, zoals Gott und die Natur. Vanaf 1810 signeerde hij met 'Meyerbeer'.
Zich toeleggend op dramatische compositie – waaraan hij zich later volledig zou wijden – schreef hij de opera Iephthas Gelübde, die voor het eerst in München werd opgevoerd, maar lauw werd onthaald. In 1813 trok hij naar Wenen om zich tien maanden aan studie te wijden bij Antonio Salieri. Hier schreef hij zijn tweede opera, Die beiden Kalifen, die in Wenen en Stuttgart maar weinig succes oogstte. Nu zou hij naar voorbeeld van Gioacchino Rossini zijn ernstig artistiek en technisch streven ombuigen in een meer toegankelijke en zintuiglijk bevallige vorm.
In 1814 trok Meyerbeer naar Parijs en tegen het eind van 1815 naar Italië, waar hij een aantal opera’s in de Italiaanse stijl en voor de Italiaanse markt zou schrijven, waarvan de partituren bewerkt werden door Rossini. Hiervan vonden Emma di Resburgo, Margherita d'Anjou en Il crociato in Egitto enige ingang in Duitsland. De andere waren Romilda e Constanza, La Semiramide riconosciuta, L'esule di Granada en Almansor.
Terug in Parijs in 1824 ging Meyerbeer samenwerken met de Franse librettist Eugène Scribe, wat resulteerde in de opera Robert le Diable, die in 1831 in Parijs in première ging en op enorme bijval bij het publiek kon rekenen. De samenwerking met Scribe zou een productieve periode inluiden waarin Meyerbeer uit de schaduw van zijn grote voorbeelden Rossini en Auber kon treden. De muziek versterkte steevast het verhaal en de dramatiek en was prachtig gearrangeerd. Zij was melodieus, energiek en contrastrijk.
Zijn tweede grote werk op een tekst van Scribe werd begin 1835 voltooid, maar zou pas in 1836 worden opgevoerd als Les Huguenots. Het overtrof zijn vorige opera qua inventiviteit, dramatiek en techniek en behaalde zowel in Parijs als in de rest van Europa een daverend succes.
In 1842 werd Meyerbeer door de koning van Pruisen als hoofddirigent aangesteld in opvolging van Spontini, met de verplichting om vier maanden per jaar de Berlijnse opera te leiden. In de praktijk was dit echter vooral een erefunctie en Meyerbeer schonk zijn loon aan de kapel.
Naast kleinere gelegenheidscomposities, verschenen Das Feldlager in Schlesien voor de inwijding van de Berlijnse Opera in 1844, de muziek voor het treurspel van zijn overleden broer Michael Struensee en de derde grote opera, Le prophète, die voor het eerst in 1849 te Parijs werd opgevoerd en vervolgens op alle grote Duitse podia werd gebracht.
De laatste werken van Meyerbeer, die van nu af afwisselend in Berlijn en Parijs leefde, waren L'étoile du nord 1854, een herwerking van Das Feldlager in Schlesien voor de Parijse komische opera, en Dinorah, ou le pardon de Ploermel 1859, een tweede, minder creatieve opéra-comique. Verder schreef hij nog gelegenheidsstukken zoals Schillermarsch ter gelegenheid van het Schillerjubileum, de Fackeltänze bij de kroning van de koning van Pruisen en de Festouvertüre.
Toen hij in Parijs de première van zijn twintig jaar oude maar nog niet opgevoerde opera L'Africaine voorbereidde, stierf Meyerbeer onverwachts. Zijn lichaam werd – zoals bij testament bepaald – bijgezet op het Joods kerkhof aan de Schönhauser Allee te Berlijn.
Meyerbeers testament bepaalde ook dat zijn aanzienlijke nalatenschap werd nagelaten aan minder fortuinlijke kunstenaars. De Meyerbeer Stichting zou elke twee jaar een wedstrijd organiseren voor veelbelovende Duitse componisten, met als inzet een beurs voor een studieverblijf van zes maanden in Italië en de steden Wenen, München, en Dresden.

## Werk
Zijn opera’s - vooral Les Huguenots met zijn dramatische warmte, karakteristieke melodieën en weloverwogen orkestrering - oefenden tot in de vroege twintigste eeuw een enorme aantrekkingskracht uit op het Europese publiek.
Hij wist de Duitse, Italiaanse en Franse stijl tot een eigen eclectische operastijl samen te voegen, die de grand opéra zou blijven kenmerken.
Vooral met de vorm van zijn opera's oefende Meyerbeer invloed uit op andere operacomponisten, zoals Jacques Fromental Halévy en Daniel François Esprit Auber. Zelfs Hector Berlioz onderging zijn invloed tot op zekere hoogte in zijn opera Les Troyens, Giuseppe Verdi in Aida en Don Carlos, Richard Wagner in Rienzi.
Meyerbeer was artistiek gezien tot meer in staat dan wat het grote publiek kon waarderen. Dat hij zich niettemin aan de smaak van het publiek aanpaste, kunnen we hem moeilijk kwalijk nemen. Het gevolg van deze concessie is wel geweest, dat de belangstelling voor zijn werken in de twintigste eeuw vrijwel volledig verdwenen is, en Meyerbeer alleen nog als een historische figuur beschouwd werd. Wellicht is het tijd voor een herontdekking.
Van Berlioz is de bekende uitspraak afkomstig dat Meyerbeer niet alleen het geluk had talent te hebben, maar ook het talent om geluk te hebben.

## Composities

### Werken voor orkest
- 1839 Fantasie
- 1845 Fackeltanz Nr. 1 in Bes-groot (ook voor harmonieorkest)
- 1853 Fackeltanz Nr. 3 in c-klein (ook voor harmonieorkest)
- 1858 Fackeltanz Nr. 4 in C-groot (zur Ankunft des neuvermählten Kronprinzen Friedrich Wilhelm mit Prinzessin Victoria von England) (ook voor harmonieorkest)
- 1859 Festmarsch zu Schillers 100-jähriger Geburtstagsfeier
- 1861 Krönungsmarsch für zwei Orchester aufgeführt in Königsberg während des Krönungszuges nach der Kirche seiner Majestät dem König Wilhelm I von Preußen
- 1862 Festouverture im Marschstil für die Londoner Weltanschauung

### Werken voor harmonieorkest
- 1829 Bayerischer Schützenmarsch uit de "Cantate voor vier vocaal-solisten en koperblazers", voor vier zangers, 7 hoorns, 7 trompetten, 4 fagotten, serpent, contrafagot en slagwerk
- 1845 Fackeltanz Nr. 1 in Bes majeur, geschreven voor het huwelijk van prinses Marie van Pruisen met kroonprins Maximiliaan II van Beieren in 1842 - bewerking door Wilhelm Wieprecht
- 1850 Fackeltanz Nr. 2 in Es majeur, ter gelegenheid van het huwelijk van prinses Charlotte van Pruisen (1831-1855) met de erfprins George II van Saksen-Meiningen; bewerking door Wilhelm Wieprecht
- 1853 Fackeltanz Nr. 3 in c mineur, ter gelegenheid van het huwelijk van prinses Anna van Pruisen met Frederik van Hessen-Kassel (1820-1884); bewerking door Wilhelm Wieprecht
- 1858 Fackeltanz Nr. 4 in C majeur (ter aankomst van de zopas getrouwde kroonprins Frederik Willem van Pruisen met de Princess Royal Victoria van Saksen-Coburg en Gotha), bewerking door Wilhelm Wieprecht
- 1861 Krönungsmarsch für Zwei Orchester - geschreven voor de processie ter gelegenheid van de kroningsceremonie van Wilhelm I van Duitsland in Koningsbergen op 18 oktober 1861[1]
- 1862 Fest-Ouvertüre im Marschstil - Festouvertüre im Marschstil für die Londoner Weltanschauung ook bekend als: Coronation March and Festival Overture in March Style[1]
- 1864 Gande Marche Indienne uit de opera "L'Africaine"[1]
- Fantasie uit de opera "Le Prophète"[1]
- Festmarsch[1]
- Krönungsmarsch uit de opera "Le Prophète"[1]
- Mars over het koor van de emire uit de opera "Die Kreuzritter (De kruisridders in Egypte)"
- Marsch für die Nationalgarde von Berlin[1]
- Ouverture tot de opera "Dinorah"[1]
- Ouverture tot de opera "Feldlager in Schlesien"[1]
- Ouverture tot de opera "Les Huguenots"[1]
- Reveille für Blasorchester[1]
- Schiller Marsch[1]

### Oratoria en cantates
- 1806 Kantate zur Geburtstagsfeier von Liebmann Meyer Wulff
- 1809 Kantate zur Geburtstagsfeier von Amalia Beer - tekst: Aron Wolfssohn
- 1811 Kantate zur Geburtstagsfeier von Jacob Beer - tekst: Aron Wolfssohn
- 1811 Gott und die Natur, oratorium
- 1815 Gli Amori di Teolinda, dramatische cantate - libretto: Gaetano Rossi - première: 18 maart 1816, Verona

### Muziektheater

#### Opera's
| Voltooid in | titel | aktes   | première | libretto                                                                                            |
| ----------- | --- | ------- | --- | --------------------------------------------------------------------------------------------------- |
| 1811-1812   | Jephtas Gelübde | 3 aktes | 23 december 1812, München, Hoftheater                                                                                | Aloys Wilhelm Schreiber                                                                             |
| 1812        | Wirth und Gast, oder Aus Scherz Ernst; 1e rev. als: Die beiden Kalifen; 2e rev. als: Alimelek                                       | 2 aktes | 6 januari 1813 Stuttgart, Hoftheater; 1e rev.: 20 oktober 1814, Wenen, Theater am Kärntnertor; 2e rev.: 1815, Praag  | Johann Gottfried Wohlbrück                                                                          |
| 1814        | Das Brandenburger Tor | 1 akte  | 5 september 1991, Berlijn, Schauspielhaus, Berliner Festwochen                                                       | Johann Emanuel Veith                                                                                |
| 1817        | Romilda e Costanza | 2 aktes | 19 juli 1817, Padua, Teatro Nuovo                                                                                    | Gaetano Rossi                                                                                       |
| 1819        | Semiramide riconosciuta | 2 aktes | 3 februari 1819, Turijn, Teatro Regio di Torino                                                                      | Gaetano Rossi, naar Pietro Metastasio                                                               |
| 1819        | Emma di Resburgo | 2 aktes | 26 juni 1819, Venetië, Teatro San Benedetto                                                                          | Gaetano Rossi, naar Leone Andrea Tottola en Jean Nicolas Bouilly                                    |
| 1820        | Margherita (Margarita) d'Anjou | 2 aktes | 14 november 1820, Milaan, Teatro alla Scala; Franse versie: 11 maart 1826, Parijs, Théâtre de l'Odéon                | Felice Romani, naar Réné-Charles Guilbert de Pixérécourt; Franse versie (vertaling): Thomas Sauvage |
| 1821-1822   | L'Esule di Granata | 2 aktes | 12 maart 1822, Milaan, Teatro alla Scala                                                                             | Felice Romani                                                                                       |
| 1823-1824   | Il Crociato in Egitto (De kruisridders in Egypte)                                                                                   | 2 aktes | 1e versie: 7 maart 1824, Venetië, Teatro La Fenice; 2e versie: 25 september 1825, Parijs, Théâtre-Italien            | Gaetano Rossi                                                                                       |
| 1826-1831   | Robert le diable (Robert de duivel)                                                                                                 | 5 aktes | 21 november 1831, Parijs, Opéra Garnier                                                                              | Eugène Scribe en Germain Delavigne                                                                  |
| 1832-1836   | Les Huguenots; a) ook bekend als: Anglikaner und Puritaner; b) en als: Die Gibellinen in Pisa; c) en als: Die Welfen und Gibellinen | 5 aktes | 29 februari 1836, Parijs, Opéra Garnier; a) 1838, München; b) 1839, Wenen, Theater in der Josefstadt; c) 1839, Wenen | Eugène Scribe, Émile Deschamps en Gaetano Rossi; a) Charlotte Birch-Pfeiffer; b) Georg Ott          |
| 1835-1849   | Le Prophète | 5 aktes | 16 april 1849, Parijs, Opéra Garnier                                                                                 | Eugène Scribe en Emile Deschamps                                                                    |
| 1837-1864   | L'Africaine; ook bekend als Vasco da Gama, na het overlijden van Meyerbeer door François-Joseph Fétis voltooid                      | 5 aktes | 28 april 1865, Parijs, Opéra Garnier                                                                                 | August Eugène Scribe en Charlotte Birch-Pfeiffer                                                    |
| 1843-1844   | Ein Feldlager in Schlesien; a) ook bekend als: Vielka                                                                               | 3 aktes | 7 december 1844, Berlijn, Staatsopera Unter den Linden; a) 18 februari 1847, Wenen, Theater am Kärntnertor           | Eugène Scribe, vertaalt van Ludwig Rellstab; a) Charlotte Birch-Pfeiffer                            |
| 1849-1854   | L'Étoile du Nord; 2e versie: als Stella del nord                                                                                    | 3 aktes | 1e versie: 16 februari 1854, Parijs, Opéra-Comique; 2e versie: 19 juli 1854, Londen, Royal Opera House Covent Garden | Eugène Scribe, naar Vielka en zijn ballet-pantomime La Cantinière                                   |
| 1854-1859   | Le Pardon de Ploërmel; 2e versie: als Dinorah; 3e versie: Le Chercheur du trésor; 4e versie: Die Wallfahrt nach Ploërmel            | 3 aktes | 1e versie: 4 april 1859, Parijs, Opéra-Comique; 2e versie: 26 juli 1859, Londen, Royal Opera House Covent Garden     | naar Jules Barbier, Michel Carré en de componist; 3e versie: naar Michel Carré                      |

#### Toneelmuziek
- 1810 Der Fischer und das Milchmädchen of Viel Lärm um einen Kuss (Ländliches Divertissement), muziek voor het toneelstuk van Étienne Lauchery - première: 26 maart 1810, Berlijn, Hofopera
- 1843 Das Hoffest von Ferrara, maskenspiel - libretto: Ernest Raupach - première: 28 februari 1843, Berlijn
- 1846 Struensee, toneelmuziek voor de tragedie van Michael Beer
- La jeunesse de Goethe (L'Étudiant de Strasbourg), muziek voor het toneelstuk van Henri Blaze de Bury (verloren gegaan)

### Werken voor koren
- 1814 Das Königslied eines freien Volkes, voor vier mannenkoor en blaasinstrumenten - tekst: Friedrich Wilhelm Gubitz
- 1814 Des teutschen Vaterland, voor vier mannenkoor en blaasinstrumenten - tekst: Ernst Moritz Arndt
- 1835 Bundeslied, voor mannenkoor
- 1850 Uv'nukho yomar, voor driestemmig koor - tekst: Samuel Naumbourg, Hebreeuws gebed "Zemiroth Yisrael"
- 1851 Friedericus Magnus, voor gemengd koor en orkest
- 1857 Pater Noster, voor gemengd koor
- 1858 Salve Regina, voor gemengd koor
- 1864 Prière du matin, voor dubbel gemengd koor - tekst: Émile Deschamps

### Vocale muziek
- 1834 Festgesang zur Errichtung des Gutenberg-Denkmals in Mainz, voor 4 solisten (mannenstemmen), mannenkoor en piano
- 1845 Festgruß zum Empfangen Ihrer Majestät Königin Victoria an dem Rhein, voor vier mannenstemmen (solo) en gemengd koor
- 1848 Festhymne zur 25. Vermählungsfeier Ihrer Majestäten des Königs (Frederik Willem IV van Pruisen) und der Königin (Elisabeth Ludovika van Beieren) von Preußen, voor solisten en gemengd koor
- 1851 Ode an Rauch zur Einweihung des Denkmals Friedrich des Großen, voor solisten, gemengd koor en orkest
- 1853 Psalm 91, voor sopraan, alt, tenor, bas en dubbel gemengd koor
- Lieder, o.a. Le chant du berger

### Kamermuziek
- 1813 Klarinettenquintett